# 掛取引
掛取引（かけとりひき、英: on account）は、商品取引の支払い方法の一つで、商品の引渡し時には代金支払いを行わず、決められた期日までに後日支払いを行うこと。信用取引（しんようとりひき）とも呼ばれる。
商品購入時における掛取引を買掛金（かいかけきん）、商品販売時における掛取引を売掛金（うりかけきん）と呼ぶ。
帳簿上では、それぞれ買掛金・売掛金の勘定科目で記帳される。